# Federico Mirré
Federico Mirré (Buenos Aires, 7 de agosto de 1938) es un diplomático de carrera argentino retirado, que se desempeñó como embajador de su país en Costa de Marfil, Noruega, y Reino Unido.

## Biografía
Estudió abogacía, ingresando posteriormente al servicio exterior argentino.
Fue agente arbitral en la controversia limítrofe de Laguna del Desierto con Chile y negociador ante la Santa Sede por el conflicto del Beagle. También integró la delegación argentinas que entabló las primeras negociaciones con el Reino Unido tras la guerra de las Malvinas. En 1962 había visitado el archipiélago austral, escribiendo una crónica para el diario La Nación.
A lo largo de 40 años de carrera diplomática, fue cónsul general en Alemania, ministro plenipotenciario en Francia, En 1988 fue designado embajador en Costa de Marfil y concurrente en Níger, hasta 1990.
Entre 1991 y 1994 presidió la delegación argentina ante la Comisión Técnica Mixta del Frente Marítimo conformada por Argentina y Uruguay. En las elecciones presidenciales de 1995 fue asesor de José Octavio Bordón. Entre 1994 y 1999 fue embajador en Noruega, concurrente en Islandia, durante los últimos años de presidencia de Carlos Menem. Su última función dentro de la estructura del Ministerio de Relaciones Exteriores, Comercio Internacional y Culto, fue el de director del área de Europa Occidental, cargo desempeñado hasta 2003.
En septiembre de 2003 fue designado embajador en el Reino Unido por el presidente Néstor Kirchner, presentando sus cartas credenciales ante la reina Isabel II del Reino Unido en noviembre de ese mismo año. Ocupó el cargo hasta su retiro del servicio diplomático en agosto de 2008. La embajada permanecería vacante, a cargo de un ministro plenipotenciario, hasta 2012 a causa de las exploraciones petroleras sobre mares de las islas Malvinas.
Tras dejar la carrera diplomática, se convirtió en productor y director de documentales de televisión, residiendo entre Argentina y Uruguay.
En el ámbito académico, fue profesor adjunto de Derecho Internacional Público en la Facultad de Derecho de la Universidad de Buenos Aires y director de estudios del Instituto del Servicio Exterior de la Nación.